# Thottea dinghoui
Thottea dinghoui är en piprankeväxtart som beskrevs av K. Swarupanandan. Thottea dinghoui ingår i släktet Thottea och familjen piprankeväxter. Inga underarter finns listade i Catalogue of Life.